# オリバー・カーク
オリバー・カーク(Oliver Leonard Kirk、1884年4月20日 - 1960年3月14日)は、アメリカ合衆国のバンタム級、フェザー級のボクシング選手である。1904年セントルイスオリンピックで2つのメダルを獲得した。

## 人物
1884年4月20日、ネブラスカ州ベアトリス出身。
カークは、同一のオリンピックのボクシング競技において複数の階級で金メダルを獲得した歴史上唯一の選手である。
彼はフェザー級で金メダルを獲得し、その後2週間で10ポンド近くも減量を行ってバンタム級でも金メダルを獲得した。カークは2つの金メダルを獲得するのにわずか2戦しか行っていない。バンタム級では参加者は2人だけだった。フェザー級では3人が参加したが、1回戦は不戦勝だった。
1960年3月14日ミズーリ州セントルイスにて亡くなった。75歳没。

## 外部リン ク
- オリバー・カークの戦績 - BoxRec（英語）
- databaseOlympics profile